# Blue System
Blue System est un groupe d'Eurodance allemand. Le groupe est actif pendant plus de dix ans, entre 1987 et 1998.

## Biographie
Le groupe est formé en 1987 par Dieter Bohlen, à la suite de la rupture du groupe Modern Talking. Le groupe connu un assez gros succès en Allemagne, en Autriche, en Hongrie, ou encore en Pologne dans la fin des années 1980 et le début des années 1990. Il est aussi très populaire en Russie, et dans les pays Baltes tels que par exemple la Lettonie où il est régulièrement en tête des ventes de disques. En 1993 sort l'album Backstreet Dreams, duquel est issu le single History, classé 26e des charts allemands.
Le groupe sortira 13 albums en dix ans, et s'arrête en 1998, Dieter Bohlen préparant le retour de Modern Talking.
Depuis quelques mois on voit sur you tube de nouveaux titres et albums qui sont le fruit de la création par le biais de l'intelligence artificielle.

## Discographie

### Albums studio
- 1987 : Walking On A Rainbow
- 1988 : Body Heat
- 1989 : Twilight
- 1990 : Obsession
- 1991 : Seeds of Heaven
- 1991 : Déjà Vu
- 1992 : Hello America
- 1993 : Backstreet Dreams
- 1994 : 21st Century
- 1994 : X-Ten
- 1995 : Forever Blue
- 1996 : Body to Body
- 1997 : Here I Am

### Singles
- 1987 : Sorry, Little Sarah
- 1988 : Big Boys Don't Cry
- 1988 : My Bed Is Too Big
- 1988 : She's a Lady
- 1988 : Under My Skin
- 1988 : Silent Water
- 1989 : Love Suite
- 1989 : Magic Symphony
- 1989 : Love Me on the Rocks
- 1990 : 48 Hours
- 1990 : Love Is Such a Lonely Sword
- 1990 : When Sarah Smiles
- 1990 : Magic Symphony (PWL Remix)
- 1991 : Lucifer
- 1991 : Testamente D'Amelia
- 1991 : Déjà Vu
- 1991 : It's All Over
- 1992 : Romeo and Juliet
- 1992 : I Will Survive
- 1993 : History
- 1993 : Operator
- 1994 : 6 Years - 6 Nights
- 1994 : That's Love
- 1994 : Dr. Mabuse
- 1995 : Laila
- 1996 : Only With You
- 1996 :  For the Children
- 1996 : Body to Body
- 1997 : Love Will Drive Me Crazy
- 1997 : Anything